# Reacció de Williamson
La reacció de Williamson és un mètode de síntesi d'èters a partir d'un alcohol i un halur orgànic. Típicament implica la reacció d'un ió alcòxid amb un halur d'alquil primari a través d'una reacció SN2.
Aquesta reacció, desenvolupada pel químic britànic Alexander W. Williamson el 1850, és important en la història de la química orgànica, ja que va ajudar a demostrar l'estructura dels èters.